# مارک شروبتسکی
مارک شروبتسکی (انگلیسی: Marek Skrobecki؛ زادهٔ ۱۹ سپتامبر ۱۹۵۱) کارگردان فیلم‌های پویانمایی، طراح تولید، طراح صحنه و فیلم‌نامه‌نویس اهل لهستان است.
او دانش‌آموختهٔ مدرسه ملی فیلم ووچ است و با کارگردانان مطرحی همچون استیون اسپیلبرگ، ووادیسواف پاسیکوفسکی و سوزی تمپلتون همکاری هنری داشته است.

## گزیدهٔ آثار
- ۱۹۹۳ - فهرست شیندلر (جلوه‌های ویژه و طراحی صحنه)
- ۱۹۹۴ - سگان ۲ (طراحی گرافیک)
- ۲۰۰۶ - پیتر و گرگ (طراح تولید و کارگردان هنری)

وی همچنین برندهٔ جوایزی همچون جایزه اسکار بهترین فیلم انیمیشن کوتاه در هشتادمین دوره جوایز اسکار شده‌است.